# Die grünen Hügel Afrikas
Die grünen Hügel Afrikas ist eine Jagdgeschichte von Ernest Hemingway. Dieser Tatsachenbericht erschien im Oktober 1935 unter dem englischen Titel Green Hills of Africa.

## Überblick
In dem Safaribuch werden motorisierte Jagdausflüge beschrieben, die Hemingway zusammen mit seiner Frau in der Zeit zwischen 21. Januar und 20. Februar 1934 durch Ostafrika unternommen hat. Der legendäre Jäger Philip Percival führte Hemingway. Charles Thompson, ein reicher Freund Hemingways, befand sich in der Jagdgesellschaft. Hemingway jagte 1934 meist im Gebiet des heutigen Lake Manyara National Park im jetzigen Tansania. Die Route Hemingways ist in Rodenbergs Biographie skizziert. Der leidenschaftliche, schwer bewaffnete Jäger Hemingway war auf Jagdtrophäen aus. In diesem Fall sollten es möglichst stattliche Hörner von Antilopenböcken sein.
Die beiden Kurzgeschichten Das kurze glückliche Leben des Francis Macomber und Schnee auf dem Kilimandscharo entstanden nach dieser ersten Afrika-Safari von Ernest Hemingway.
Der Autor unternahm 1953–1954 noch eine zweite Ostafrika-Safari, die er in Die Wahrheit im Morgenlicht literarisch verarbeitete.

## Inhalt
Die Safari lässt sich nicht gut an. Hemingway ist von der Ruhr genesen, die er sich wahrscheinlich während der Anreise auf einem schmutzigen Schiff geholt hatte. Nun pirscht die Jagdgesellschaft schon zehn Tage auf große Kudus und hat noch keinen Bock gesehen. Einheimische tragen Hemingway die Gewehre; eine Mannlicher und eine Springfield. Die Regenzeit naht und damit das sichere Ende dieser Safari. Denn sobald der Regen einmal eingesetzt hat, lässt sich die Küste des Indischen Ozeans mit dem Motorfahrzeug nicht mehr erreichen. Während der Jagd wird „ein bißchen über den Durst“ getrunken. Hemingway meidet auf seiner Pirsch die Savanne und findet an dem hügeligen Gelände rund um den Manyara-See Gefallen. Mit Akribie bereitet sich Hemingway jeden Morgen auf den Jagdausflug vor. So steckt er sich z. B. vier saubere Taschentücher griffbereit ein. Denn gezielt wird nur durch ein nicht beschlagenes, klares Brillenglas. Eine Hyäne wird geschossen. „Das drollige Aufschlagen“ der Gewehrkugel wird beschrieben und „die erregte Entrüstung der Hyäne“ beim Sterben. Hemingway erlegt ein Rhinozeros. Er beschimpft es vorher als „Scheißkerl“, zwingt sich aber vor dem Schuss auf das wilde Tier zur Ruhe. Im Wald stinkt es nach Katzendreck. Die Jäger vermuten Paviane im Busch. Hemingway schießt einen Büffel der Hörner wegen. Nach dem Töten fühlt er sich „wie betäubt“. Der Pirschgang auf Kudu-Böcke führt an den Manyara-See. Krickenten werden geschossen. Flamingo-Wolken erheben sich. Bei der Ausfahrt aus einem Massaidorf findet ein sportlicher Wettlauf zwischen speertragendem Mensch und Automobil statt. Zur Jagd auf Zebras wird ein Abstecher in die Savanne unternommen. Tsetsefliegen stechen die Jäger in den Nacken. Hemingway sieht Kudus. Er kommt nicht zum Schuss. Heuschrecken ziehen westwärts. Späher werden ausgeschickt. Ein alter einheimischer Jäger mit Langbogen und Köcher kündigt der Jagdgesellschaft Kudus und Rappenantilopen an. Hemingway stellt seine Frau unter männliche Obhut und folgt eilends dem alten Jäger. Er schießt nun tatsächlich einen Kudu-Bock.
Das Buch endet mit der Jagd auf einen Rappenantilopenbock. Hemingway schießt ein riesiges Tier mit großen Hörnern weidwund. Trotzdem flieht das Wild. Der Wind steht ungünstig. Die Jäger folgen der Schweißspur stundenlang durch die Hitze, verlieren sie manchmal und müssen schließlich aufgeben. Nun nennt sich der Autor selber „elender Scheißkerl“. Das freihändige Schießen in die Eingeweide des Wilds kann er sich nicht verzeihen.

## Literaten
- Hemingway definiert den erfolgreichen Prosaschriftsteller. Er ist talentiert und diszipliniert, besitzt ein Gewissen so konstant „wie das Pariser Meter“, und er darf natürlich nicht zu früh das Zeitliche segnen. Unter den Voraussetzungen kann er schreibend die „vierte und fünfte Dimension“ erreichen. Richtige „Schriftsteller werden durch Ungerechtigkeit geschmiedet, wie ein Schwert geschmiedet wird“.[6]
- Hemingway liest unterwegs „Sewastopol“ von Tolstoi. Als das Urgestein der modernen US-amerikanischen Literatur bezeichnet er Huckleberry Finn von Mark Twain.
- Der Leser, der Gefallen an Paris – Ein Fest fürs Leben gefunden hat, findet auch in Die grünen Hügel Afrikas neue Hinweise auf den Literaturbetrieb in den 1920er- und 1930er-Jahren.
  - Hemingway erzählt von Joyce: „Joyce war von mittlerer Größe, und er verdarb sich die Augen“.[7] Er erinnert sich des letzten Abends in Paris, als sich beide betranken, als der große irische Schriftsteller immer wieder Edgar Quinet zitierte.
  - Hemingways Frau sagt über ihren Mann: „Er muß erst furchtbarer Laune sein, ehe er schreiben kann“.[8]
- Der literarische Wert von Die grünen Hügel Afrikas ist umstritten. Nach seinem Erscheinen wurde das Buch von Edmund Wilson, einem Förderer des jungen Hemingway, negativ besprochen.[9] Baker bezeichnet es als Tatsachenbericht.[10]

## Trivia
In dem Videospiel World of Warcraft gibt es eine Safarigruppe um Hemet Nesingwary, die dem Spieler die Aufgabe gibt, verlorene Seiten des Buches Die grünen Hügel des Schlingendorntals zu sammeln.

## Ausgaben
- Ernest Hemingway: Die grünen Hügel Afrikas (Originaltitel: Green Hills of Africa. Einzig autorisierte Übersetzung von Annemarie Horschitz-Horst), Rowohlt, Hamburg 1954, DNB 451947347.
- Ernest Hemingway: Die grünen Hügel Afrikas und andere Erzählungen. Herausgegeben von Michael Hametner, Dominik Eichmann u. a. Faber und Faber, Leipzig 2004, ISBN 978-3-936618-25-9.